# Big Tymers
Big Tymers (стилизовано как Big Tymer$) — американский хип-хоп-дуэт из Нового Орлеана, Луизиана, образованный в 1997 году Baby и Мэнни Фрешем. Распался в 2005 году.

## История
Baby и Мэнни Фреш образовали Big Tymers в 1997 году. Тогда же они записали свой первый альбом How You Luv That с участием всех рэперов Cash Money Records, включая B.G. и Juvenile. Альбом был продан тиражом более 100 000 копий и достиг 25-го места в Top R&B/Hip-Hop Albums и смог попасть в Billboard 200. В конце 1998 года после подписания дистрибьюторского соглашения с Universal Records альбом был переиздан под названием How You Luv That Vol. 2. Трек Stun’n был заменён ремиксом, также были записаны Big Ballin', Money & Power и Drop It Like It’s Hot. How You Luv That Vol. 2 почти достиг топ-100 Billboard и вошёл в топ-20 Top R&B/Hip-Hop.
В 2000 году был выпущен второй альбом I Got That Work. В первую неделю было продано 187 000 копий. Альбом достиг топ-5 Billboard 200 и возглавил Top R&B/Hip-Hop и получил платиновый сертификат Американской ассоциации звукозаписывающих компаний (RIAA). Два трека с этого альбома, Get Your Roll On и #1 Stunna вошли в топ-30 чарта Hot R&B/Hip-Hop Songs.
В 2002 году был выпущен третий и самый успешный альбом Big Tymers — Hood Rich, который возглавил и Top R&B/Hip-Hop, и Billdoard 200 и разошёлся тиражом 168 000 копий в первую неделю. Сингл Still Fly занял четвёртое место в Hot R&B/Hip-Hop и 11-е место в Billboard Hot 100 и номинировался на премию «Грэмми». Oh Yeah! достиг топ-50 Hot 100 и топ-30 R&B/Hip-Hop.
В 2003 году дуэт выпустил свой последний совместный альбом, Big Money Heavyweight, который достиг 21-го места в Billboard 200 и 6-го в Top R&B/Hip-Hop и разошёлся тиражом 116 000 копий в первую неделю. Сингл Gangsta Girl попал в Billboard Hot 100 и в топ-40 чартов Hot R&B/Hip-Hop.
В 2005 году было объявлено, что Мэнни Фреш покинет Cash Money Records и подпишет контракт с Def Jam Records, вследствие чего дуэт распался. В мае 2013 года Birdman, Лил Уэйн и Дрейк вели переговоры о перезапуске группы для записи нового альбома, в то время как первоначальный участник Мэнни Фреш в неё не входил. Занимаясь продвижением Rich Gang, Birdman сообщил, что осенью 2013 года будет выпущен сингл Big Tymers, и возможно, Мэнни Фреш также cможет участвовать в работе над альбомом, однако этого не произошло. В 2018 году дуэт воссоединился для записи нового трека под названием Designer Caskets для саундтрека к документальному фильму Before Anythang: The Cash Money Story.

## Дискография

### Студийные альбомы
| Название                | Детали                                                                                            | Высшая позиция в чартах | Высшая позиция в чартах | Сертификации       |
| Название                | Детали                                                                                            | US                      | US R&B                  | Сертификации       |
| ----------------------- | ------------------------------------------------------------------------------------------------- | ----------------------- | ----------------------- | ------------------ |
| How You Luv That        | - Релиз: 17 марта 1998 - Лейбл: Cash Money - Формат: CD, кассета, цифровая загрузка               | 168                     | 25                      |                    |
| How You Luv That Vol. 2 | - Релиз: 22 сентября 1998 - Лейбл: Cash Money, Universal - Формат: CD, кассета, цифровая загрузка | 105                     | 17                      |                    |
| I Got That Work         | - Релиз: 16 мая 2000 - Лейбл: Cash Money, Universal - Формат: CD, кассета, цифровая загрузка      | 3                       | 1                       | - RIAA: платиновый |
| Hood Rich               | - Релиз: 30 апреля 2002 - Лейбл: Cash Money, Universal - Формат: CD, кассета, цифровая загрузка   | 1                       | 1                       | - RIAA: платиновый |
| Big Money Heavyweight   | - Релиз: 9 декабря 2003 - Лейбл: Cash Money, Universal - Формат: CD, кассета, цифровая загрузка   | 21                      | 6                       | - RIAA: золотой    |

### Синглы
| Big Ballin (feat. Chilli)                        | 1998 | —   | 106 | —  | How You Luv That Vol. 2 |
| Stun’N (Remix) (feat. Papa Reu & Lil Wayne)      | 1998 | —   | —   | —  | How You Luv That Vol. 2 |
| Get Your Roll On                                 | 2000 | 101 | 24  | —  | I Got That Work         |
| #1 Stunna (feat. Lac, Juvenile & Lil Wayne)      | 2000 | 105 | 24  | —  | I Got That Work         |
| Still Fly                                        | 2002 | 11  | 4   | 3  | Hood Rich               |
| Oh Yeah! (feat. Tateeze, Boo & Gotti)            | 2002 | 46  | 23  | 13 | Hood Rich               |
| This Is How We Do                                | 2003 | 97  | 53  | —  | Big Money Heavyweight   |
| Gangsta Girl (feat. R. Kelly)                    | 2003 | —   | —   | —  | Big Money Heavyweight   |
| No Love                                          | 2003 | —   | 95  | —  | Big Money Heavyweight   |
| This Is How We Do                                | 2018 | —   | —   | —  | Designer Caskets        |
| «—» обозначает запись, которая не попала в чарт. |      |     |     |    |                         |